# Koo Kien Keat
Koo Kien Keat (* 18. September 1985 in Ipoh, Perak, Malaysia) ist ein malaysischer Badmintonspieler. Seine Profikarriere begann er im Alter von 17 Jahren. Tan Boon Heong ist sein angestammter Doppelpartner.

## Erfolge

### Herrendoppel
| Jahr                                | Veranstaltung       | Ort             | Platz |
| ----------------------------------- | ------------------- | --------------- | ----- |
| 2012                                |                     |                 |       |
| French Open                         | Paris               | Viertelfinalist |       |
| Denmark Open                        | Odense              | Finalist        |       |
| 2011                                |                     |                 |       |
| Sudirman Cup 2011                   | Indonesien          | Sieger          |       |
| Malaysia Open Grand Prix Gold 2011  | Alor Setar          | Sieger          |       |
| India Super Series 2011             | Neu-Delhi           | Halbfinalist    |       |
| All England Super Series 2011       | London              | Finalist        |       |
| German Open 2011                    | Mülheim an der Ruhr | Halbfinalist    |       |
| Korea Open Super Series 2011        | Seoul               | Halbfinalist    |       |
| 2009                                |                     |                 |       |
| Macau Open 2009                     | Macau               | Sieger          |       |
| Badminton-Weltmeisterschaft 2009    | Indien              | Halbfinalist    |       |
| Swiss Open Super Series 2009        | Basel               | Sieger          |       |
| All England 2009                    | Birmingham          | Viertelfinalist |       |
| 2008                                |                     |                 |       |
| Macau Open 2008                     | Macau               | Sieger          |       |
| Malaysia Super Series 2008          | Kuala Lumpur        | 2. Runde        |       |
| 2007                                |                     |                 |       |
| Hong Kong Super Series 2007         | Wan Chai            | Viertelfinalist |       |
| China Open Super Series 2007        | Guangzhou           | 2. Runde        |       |
| French Super Series 2007            | Paris               | Viertelfinalist |       |
| Denmark Super Series 2007           | Odense              | Sieger          |       |
| Macau Open                          | Macau               | Sieger          |       |
| Japan Super Series 2007             | Tokio               | 3. Runde        |       |
| Badminton-Weltmeisterschaft 2007    | Kuala Lumpur        | Viertelfinalist |       |
| Philippines Open                    | Manila              | Sieger          |       |
| Malaysische Meisterschaft 2007      | Kuala Terengganu    | Sieger          |       |
| Indonesia Super Series 2007         | Jakarta             | Halbfinalist    |       |
| Asienmeisterschaft 2007             | Johor Bahru         | Finalist        |       |
| Swiss Open Super Series 2007        | Basel               | Sieger          |       |
| Yonex All England Super Series 2007 | Birmingham          | Sieger          |       |
| Yonex Korea Open Super Series 2007  | Seoul               | Halbfinalist    |       |
| Proton Malaysia Super Series 2007   | Kuala Lumpur        | Sieger          |       |
| 2006                                |                     |                 |       |
| Asienspiele 2006                    | Doha                | Sieger          |       |
| Yonex Japan Open                    | Tokio               | Finalist        |       |
| Chinese Taipei Open                 | Chinesisch Taipeh   | Halbfinalist    |       |
| Proton Malaysia Open                | Kuching             | Sieger          |       |
| Singapur Open                       | Singapur            | Viertelfinalist |       |
| Commonwealth Games 2006             | Melbourne           | Sieger          |       |
| Swiss Open                          | Basel               | Sieger          |       |
| 2005                                |                     |                 |       |
| Denmark Open                        |                     | Sieger          |       |
| Indonesia Open                      |                     | Viertelfinalist |       |
| Weltmeisterschaft 2005              | Anaheim             | Halbfinalist    |       |
| Proton Malaysia Open                | Malaysia            | Viertelfinalist |       |
| Siam Cement Thailand Open           | Thailand            | Viertelfinalist |       |
| Südostasienspiele 2005              | Manila              | Viertelfinalist |       |
| Yonex German Open                   |                     | Halbfinalist    |       |
| 2004                                |                     |                 |       |
| Chinese Taipei Open                 | Taipeh              | Sieger          |       |
| Singapur Open                       | Singapur            | Halbfinalist    |       |
| China Open                          | Guangzhou           | Viertelfinalist |       |
| French Open                         |                     | Sieger          |       |
| 2003                                |                     |                 |       |
| Malaysia Satellite                  |                     | Sieger          |       |
| 2002                                |                     |                 |       |
| Juniorenasienmeisterschaft          |                     | Sieger          |       |
| Juniorenweltmeisterschaft           | Johannesburg        | Halbfinalist    |       |

### Mixed
| Jahr                              | Veranstaltung    | Ort             | Platz |
| --------------------------------- | ---------------- | --------------- | ----- |
| 2007                              |                  |                 |       |
| Malaysische Meisterschaft 2007    | Kuala Terengganu | Sieger          |       |
| Yonex Korea Open Super Series     | Seoul            | Viertelfinalist |       |
| 2006                              |                  |                 |       |
| Asienspiele 2006                  | Doha             | Halbfinalist    |       |
| Badminton-Weltmeisterschaft 2006  | Madrid           | Halbfinalist    |       |
| Commonwealth Games 2006           | Melbourne        | Halbfinalist    |       |
| 2005                              |                  |                 |       |
| Denmark Open                      |                  | Halbfinalist    |       |
| Djarum Indonesia Open             | Jakarta          | Viertelfinalist |       |
| Hong Kong Open                    | Hongkong         | Halbfinalist    |       |
| Südostasienspiele 2005            | Manila           | Halbfinalist    |       |
| 2004                              |                  |                 |       |
| Djarum Indonesia Open             | Jakarta          | Halbfinalist    |       |
| Singapore Open                    | Singapur         | Finalist        |       |
| Chinese Taipei Open               | Taipeh           | Sieger          |       |
| China Open                        | Guangzhou        | Viertelfinalist |       |
| Badminton-Asienmeisterschaft 2004 | Kuala Lumpur     | Viertelfinalist |       |
| 2002                              |                  |                 |       |
| Juniorenasienmeisterschaft        |                  | Finalist        |       |